# Ornithion brunneicapillus
Az Ornithion brunneicapillus a madarak (Aves) osztályának verébalakúak (Passeriformes) rendjébe és a királygébicsfélék (Tyrannidae) családjába tartozó faj.

## Rendszerezése
A fajt George Newbold Lawrence amerikai üzletember és amatőr ornitológus írta le 1862-ben, a Tyrannulus nembe  Tyrannulus brunneicapillus néven. Szerepelt Ornithion brunneicapillum néven is.

## Alfajai
- Ornithion brunneicapillus brunneicapillus (Lawrence, 1862)
- Ornithion brunneicapillus dilutum (Todd, 1913)[2]

## Előfordulása
Costa Rica, Panama, Ecuador, Kolumbia és Venezuela területén honos. Természetes élőhelyei a szubtrópusi és trópusi síkvidéki esőerdők, valamint ültetvények és másodlagos erdők. Állandó, nem vonuló faj.

## Megjelenése
Testhossza 8 centiméter, testtömege 7-8 gramm.

## Életmódja
Ízeltlábúakkal táplálkozik.

## Természetvédelmi helyzete
Az elterjedési területe nagyon nagy, egyedszáma pedig stabil. A Természetvédelmi Világszövetség Vörös listáján nem fenyegetett fajként szerepel.